# El Telégrafo (Uruguay)
El Telégrafo è un quotidiano uruguaiano fondato a Paysandú nel 1910. È il più antico quotidiano dell'Uruguay ad essere ancora in circolazione.

## Storia
El Telégrafo fu fondato da Ángel Carotini e Miguel Arturo Baccaro il 1º luglio 1910.